# Thierry Jeantet
Thierry Jeantet, né le 26 mai 1948 , est Président d’Honneur d'ESS Forum International des dirigeants de l’Économie Sociale et Solidaire (anciennement : Les Rencontres du Mont-Blanc), Président de la Fondation AG2R La Mondiale. Militant et acteur de ce secteur, dans lequel il voit une alternative au capitalisme, il est l’auteur de plusieurs ouvrages sur l’économie sociale et à caractère politique (citoyenneté, démocratie directe, croissance soutenable).

## Parcours
De  1973 à octobre 1981, Thierry Jeantet travaille en France au sein du groupe du Crédit Coopératif (Secrétaire général de la banque et du réseau). Puis, d’octobre 1981 à juin, il est adjoint au Délégué Interministériel chargé de l’Économie sociale. De juin 1985 à mai 1986, il est chargé d’un rapport par le Premier Ministre sur « la Modernisation de la France par l’Économie Sociale ». De mai 1986 à octobre 1992, il devient Secrétaire général du groupement (français) des Sociétés d’Assurance à Caractère Mutuel (Gema). Il a été à ce titre, membre du Conseil National des Assurances, membre du Comité Exécutif de l’ACME, Secrétaire Général de l’Association d’Études et de recherches en Assurance vie (AREPER). 
D'octobre 1992 à juin 2015, il a occupé le poste de Directeur Général d'un groupement européen d'intérêt économique, Euresa, rassemblant quinze grandes sociétés d'assurance mutuelles ou coopératives (Macif, Maif, Unipol, P&V, Devk, LB, NFU, Mamda...) qui ont 23 millions d'assurés sociétaires en tout et d'autres jeunes sociétés.
Il est Membre d'Honneur du Presidium et du Conseil de Surveillance de la mutuelle polonaise (TUW).
De 2000 à mai 2024, il a été administrateur de La Mondiale (Mutuelle d'assurance Vie) et administrateur de la SGAM AG2R La Mondiale depuis sa création jusqu'à 2024. Il est depuis le 7 juin 2018 Président de la Fondation AG2R La Mondiale.
Président d'Honneur des Rencontres du Mont-Blanc, devenues le Forum International des Dirigeants de l'Économie Sociale, il a participé à sa création en 2004 et en a été le Président jusqu'à février 2019 ; il a notamment obtenu la création du groupe pilote international de l'ESS présidé par un État, qui s'est réuni plusieurs années en parallèle de l'Assemblée Générale annuelle de l'ONU.
Il est membre du Comité Consultatif du GSEF, organisation internationale réunissant des acteurs de l'ESS et des Villes présidée par la mairie de Bordeaux (Pierre Hurmic, maire) succédant en 2021 à la mairie de Séoul fondatrice.
Il a été, en France, membre du Conseil Économique et Social (Vice-Président de la section Activités productives) de 1999 à 2004 et, précédemment, membre du Comité Consultatif de l'Économie Sociale. Il a présidé le Centre des Jeunes Dirigeants et des Acteurs de l'Économie Sociale de 2000 à 2004.
Il est l'un des cofondateurs de Solidarité France-Pologne (1980) qui a été présidée par le généticien Piotr Slonimski. Il a participé à la Marche pour la Survie du Cambodge (1980). Il a été, également en France, Vice-Président du Conseil de Surveillance de Mutavie (société d'assurance vie du Groupe Macif) de 1987 à mai 2018.
Alors Président du Centre d'Information sur les Initiatives Économiques et Sociales (CIIS), il a été un des fondateurs de France Active et membre du conseil d'une micro-banque solidaire, la Nef ; il a été aussi Administrateur de la Fonda.

## Publications
- Economie Sociale et Solidaire/Economia Spoleczna i Solidarna, Contribution conférence sur la mutualité en Pologne (Uniwersytet Miklolaja Kopernica W Torunu/TUW, 2023)
- Deux siècles de solidarités en Limousin et au-delà, préface (Éditions Mon Limousin, 2021)  (ISBN 9782490710171)
- L'Economie Sociale et Solidaire, la Clef des Possibles  (Éditions Les Petits Matins, février 2021)
- Blog ESS: Solidarité et Efficacité (Alternatives Economiques)
- Économie Sociale, la solidarité au défi de l'efficacité (Documentation française – 3e édition, mai 2016. Publié en coréen en 2020)
- Des Croissances (Editions Bourin, 2012)
- Sociétale Démocratie,  avec Y de Kerorguen (Lignes de Repères, 2012)
- L’Économie Sociale, une alternative au capitalisme (Editions Economica, 2008) (publié en portugais en décembre 2009, en allemand en 2010 et en anglais en 2011)
- Économie Sociale : entre efficacité et solidarité (Documentation française – janvier 2006 et réédité en 2009) (publié en japonais en novembre 2009)
- L’Économie Sociale face au XXIe siècle (Documentation française, 2002)
- L’Économie Sociale européenne (Editions Liocorno en Italie et CIEM en France, 2000) (paru également au Portugal, 2002, et en Espagne, 2002 et 2004)
- L’Économie Sociale en Action – Rapport au Comité Consultatif de l’Économie Sociale (France) (Editions CIEM – la Découverte, 1995)
- Rapport sur les coopérations trans-européennes des coopératives, mutuelles et associations (IVème rencontres Européennes de l’Economie Sociale, 1993)
- Démocratie directe / Démocratie moderne (Éditions Entente, 1991)
- La Modernisation de la France par l’Économie Sociale (Éditions Economica, 1986)
- L’individu collectif (Syros, 1984) (ISBN 9782867380013)
- L’Économie Sociale, avec R. Verdier (Coopérative d'information et d'édition mutualiste, 1983) (ISBN 9782903819064)
- Matignon c'est extra!, avec Michel Porta (Éditions Encre, 1980) (ISBN 9782864181088)
- La Révolution conviviale, avec Michel Porta et Jean-René Siegfried (Éditions Entente, 1979) (ISBN 9782726600429)

Rapports collectifs dirigés par Thierry Jeantet :
- Écologie et Croissance, Le club Mars, 1977.
- Aux Actes Citoyens, Le club Mars, 1988.
- Les Etats-Unis d'Europe, avec Louis Périllier, plaquette, Publisud 1984.

## Autres
- Document de propositions : « la CDC du Pays de Mortagne-au-Perche, Territoire Durable » septembre 2019.

## Autres fonctions et mandats sociaux
- Ancien Administrateur(1994-2019) puis Censeur (2019-2022 ) de Syneteristiki/Syndea (société d’assurance d’économie sociale grecque).
- Ancien Administrateur de la Fondation Macif de sa création à 2018.
- Ancien Conseiller Municipal de Mortagne-au-Perche, délégué à la Communauté de Communes et au Parc Régional Naturel du Perche (de 2008 à 2020).
- Animateur du Club de Réflexion MARS (Mouvement d’Action et de Réflexion pour les Réformes Sociales).
- Membre du Conseil de l’Association Européenne Jean Monnet.
- Membre du Conseil d'Administration de la Fondation Université Paris Cité (FUP) de 2020 à 2024.